# Övre Acktjärnen
Övre Acktjärnen är en sjö i Sandvikens kommun i Gästrikland och ingår i Gavleåns huvudavrinningsområde. Sjön är 6 meter djup, har en yta på 0,037 kvadratkilometer och befinner sig 150 meter över havet.